# Stazione di Higashi-Ōme
La stazione di Higashi-Ōme (東青梅駅?, Higashi-Ōme-eki) è una stazione ferroviaria all'interno dell'area metropolitana di Tokyo situata nella città di Ōme, lungo la linea Ōme della JR East.

## Linee
JR East
■ Linea Ōme

## Struttura
La stazione è costituita da un marciapiede a isola con due binari passanti in superficie, collegati al fabbricato viaggiatori posto sopra di essi da scale fisse e ascensori per l'accesso senza barriere architettoniche. Sono presenti tornelli automatici con supporto alla bigliettazione elettronica Suica, distributori automatici di biglietti e servizi igienici.
| 1 | ■ Linea Ōme                      | per Ōme, Mitake e Okutama                |
| 2 | ■ Linea Ōme e Chūō (verso Tokyo) | per Haijima, Tachikawa, Shinjuku e Tokyo |

## Stazioni adiacenti
| «         | Servizio      | »         |
| Linea Ōme | Linea Ōme     | Linea Ōme |
| --------- | ------------- | --------- |
| Kabe      | Tutti i treni | Ōme       |